# Garay Károly
Garay Károly (Bajmok, 1844. március 8. – Bács, 1902. június 27.) katolikus plébános, Garay József plébános testvéröccse.

## Életútja
Gimnáziumi tanulmányait Szegeden befejezvén a kalocsai papnövendékek közé vétetett föl. 1867. március 14-én miséspappá szenteltetett föl, miután előbb másfél évig mint főegyházmegyei hites írnok működött. Káplán volt több helyen és 1880-tól plébános volt Zsablyán (Josephsdorf) Bács megyében és 1889-től bácsi lelkész.
A pécsi Falusi Prédikácziók c. folyóiratban 1868-ban jelent meg Mindenszentek ünnepére írt és 10 arany pályadíjat nyert szent beszéde, mely folyóiratba azután is dolgozott. 1877-80-ban az Ujvidéknek volt belmunkatársa. Egyéb cikkei különféle lapokban jelentek meg.